# Amerykański Kongres Żydowski
Amerykański Kongres Żydowski – został założony w 1918 roku w Filadelfii. Jest organizacją działającą tylko w Stanach Zjednoczonych. Kanada ma swój oddzielny kongres. Jest związkiem wielu organizacji żydowskich, który stawia sobie za cel wspólną obronę interesów żydowskich oraz dobrego imienia Żydów. W 2010 roku organizacja dokonała znacznej redukcji zatrudnienia i oszczędności, gdyż stała się jedną z ofiar piramidy finansowej Bernarda Madoffa.